# Aichryson
Aichryson  ist eine Pflanzengattung aus der Familie der Dickblattgewächse (Crassulaceae). Der botanische Name geht auf eine alte griechische Bezeichnung zurück, die von Pedanios Dioscurides im ersten nachchristlichen Jahrhundert für Aeonium arboreum verwandt wurde. Er leitet sich aus den Worten „aei“ für immer und „chrysos“ für Gold ab.

## Beschreibung

### Vegetative Merkmale
Die Arten der Gattung Aichryson sind entweder ein- bis dreijährige, einzeln oder spärlich bis dicht verzweigt wachsende monokarpe krautige Pflanzen (Sektion Aichryson) oder kahle, fast kahle oder dicht behaarte, bogig verzweigte ausdauernde Kleinsträucher (Sektion Macrobia). Die dicht behaarten oder kahlen Triebe erreichen an der Basis Durchmesser zwischen 3 und 12 Millimeter. Sie sind aufsteigend oder ausgebreitet, gabelig oder weit spreizend verzweigt. Die Zweige sind gelegentlich leicht holzig. Die einfachen, wechselständigen, nahe der Triebspitzen oft rosettigen Laubblätter sind sitzend oder deutlich gestielt. Ihre eiförmige, verkehrt eiförmige, pflasterkellenförmige, rhombische oder verkehrt pflasterkellenförmige Blattspreite ist mehr oder weniger deutlich sukkulent. Die Spreitenspitze ist stumpf, gerundet oder etwas zugespitzt, keilförmig, verschmälert oder gestutzt. Der oft purpurrot gefärbte Blattrand ist ganzrandig oder leicht winzig gekerbt. Er ist kahl, fast kahl oder deutlich behaart. Selten ist er drüsenhaarig und klebrig.
Die Wurzeln sind faserig.

### Blütenstände und Blüten
Der an den Triebspitzen sitzende Blütenstand ist locker und gelegentlich etwas ebensträußig. Der fadendünne Blütenstiel ist 2 bis 20 Millimeter lang. Die 6- bis 12-zähligen Blüten erreichen Durchmesser zwischen 6 und 16 Millimeter. Ihre kahlen oder behaarten Kelchblätter sind fleischig und basal verwachsen. Die blass- oder tiefgelben Kronblätter sind lanzettlich, elliptisch oder eiförmig und haben gelegentlich ein aufgesetztes Spitzchen.
Die fadenförmigen Staubfäden stehen frei. Die zylindrischen Staubbeutel sind gelblich. Es gibt doppelt so viele Staubblätter wie Kronblätter. Die länglichen Nektarschüppchen haben eine Länge von 0,5 bis 0,9 Millimeter und eine Breite von 0,4 bis 0,6 Millimeter. Sie sind 2-bis 5-spaltig und keilförmig. Die gelblichen Fruchtblätter sind basal in den Blütenboden eingesenkt. Sie sind kahl oder mit einigen drüsigen Haaren versehen. Es gibt genauso viele Fruchtblätter wie es Kronblätter gibt.

### Samen
Die bräunlichen Samen sind warzig bis gerippt.

## Systematik und Verbreitung
Die Gattung Aichryson ist auf den Kanarischen Inseln, Madeira und der azorischen Insel Santa Maria verbreitet. In Portugal kommt sie verwildert vor.
Nach Reto Nyffeler umfasst die Gattung Aichryson die folgenden Arten:
- Sektion Aichryson
  - Aichryson bollei Webb ex Bolle
  - Aichryson brevipetalum Praeger
  - Aichryson divaricatum (Aiton) Praeger
  - Aichryson dumosum (Lowe) Praeger
  - Aichryson laxum (Haw.) Bramwell
  - Aichryson pachycaulon Bolle
  - Aichryson palmense Webb ex Bolle
  - Aichryson parlatorei Bolle
  - Aichryson porphyrogennetos Bolle
  - Aichryson punctatum (Chr.Sm. ex Buch) Webb & Berthel.
  - Aichryson villosum (Aiton) Webb & Berthel.

- Sektion Macrobia
  - Aichryson bethencourtianum Bolle
  - Aichryson tortuosum (Aiton) Webb & Berthel.

sowie die Hybride Aichryson × aizoides (Lam.) E.C.Nelson.

## Nachweise